# Église de Vågå
L'église de Vågå (en norvégien : Vågå kyrkje) est une « stavkirke », une église médiévale en bois, située à Vågå, en Norvège. 

## Caractéristiques
L'église est située sur la kommune de Vågå, dans le comté d'Innlandet. Il s'agit d'une « stavkirke », une église en bois typique de Norvège.
Le plan de l'église est celui d'une croix latine. La croisée du transept est surmontée d'une petite tour carrée comportant un toit octogonal fin et élancé, ainsi que quatre tourelles sur ses angles.
Le cimetière de l'église s'étend à côté. Le clocher, en bois également, est distinct de l'édifice.

## Historique
L'église de Vågå, construite vers 1150, est l'une des plus anciennes stavkirke de Norvège. Elle est originellement dédiée à saint Pierre. Elle est convertie en un plan cruciforme en 1625-1627 ; de l'ancienne église, seuls subsistent les portails gravés et les panneaux décoratifs des murs. La conversion s'est effectuée sous la direction de Werner Olsen, un constructeur d'églises et de clochers qui travaille par la suite sur la reconstruction des églises de Lom et Ringebu.
Le crucifix de l'église est une œuvre du début du gothique et date du milieu du XIIIe siècle. Le pupitre remonte aux années 1630, la sacristie, aux années 1660. L'autel date de 1674 et sa clôture de 1758.
Le libre-penseur Jo Gjende, qui est né à Vågå, a été enterré dans le cimetière de l'église.
En 1996, l'édifice est mentionné dans la liste des monuments en danger du Fonds mondial pour les monuments.

### Galerie photos

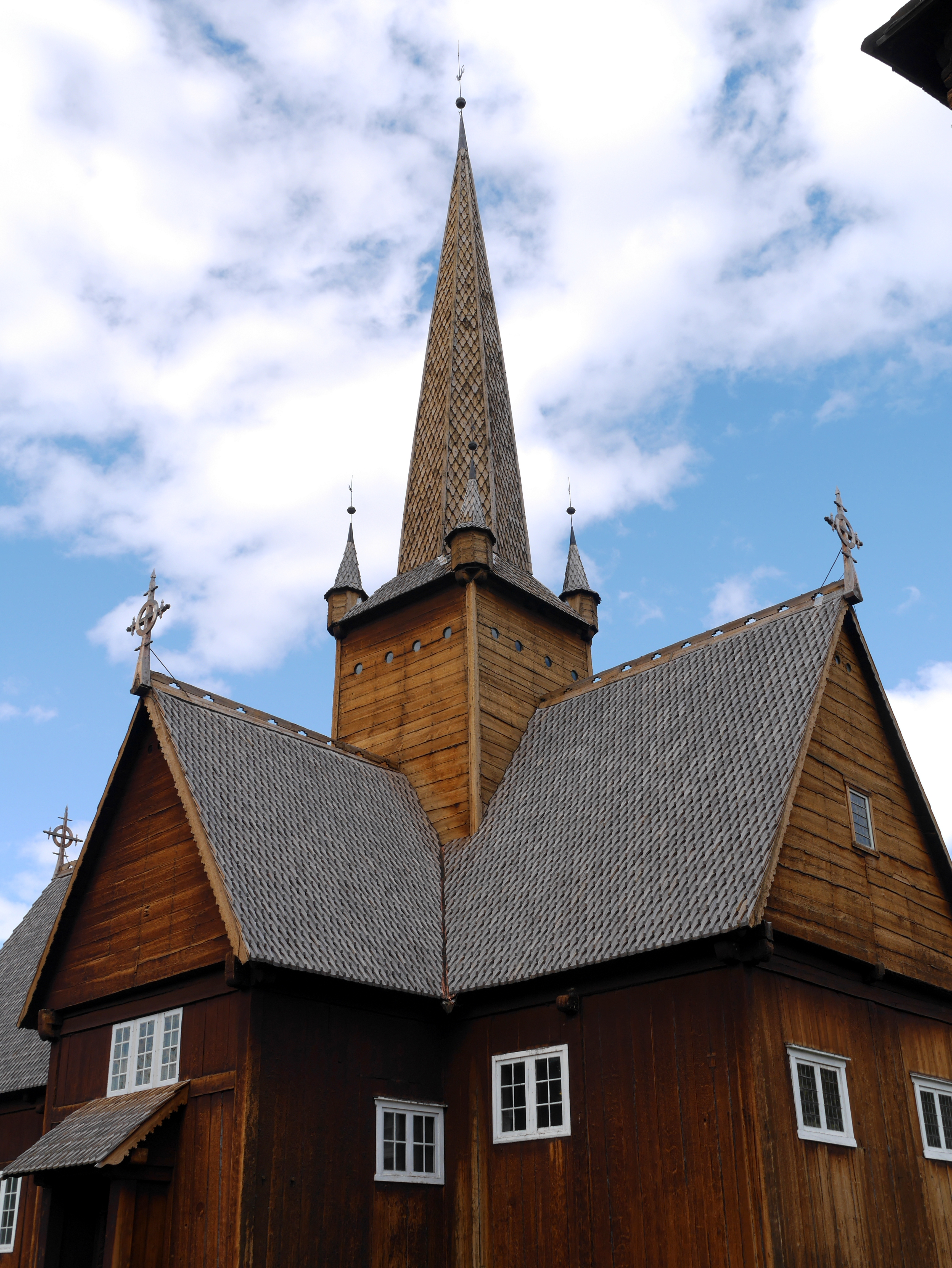
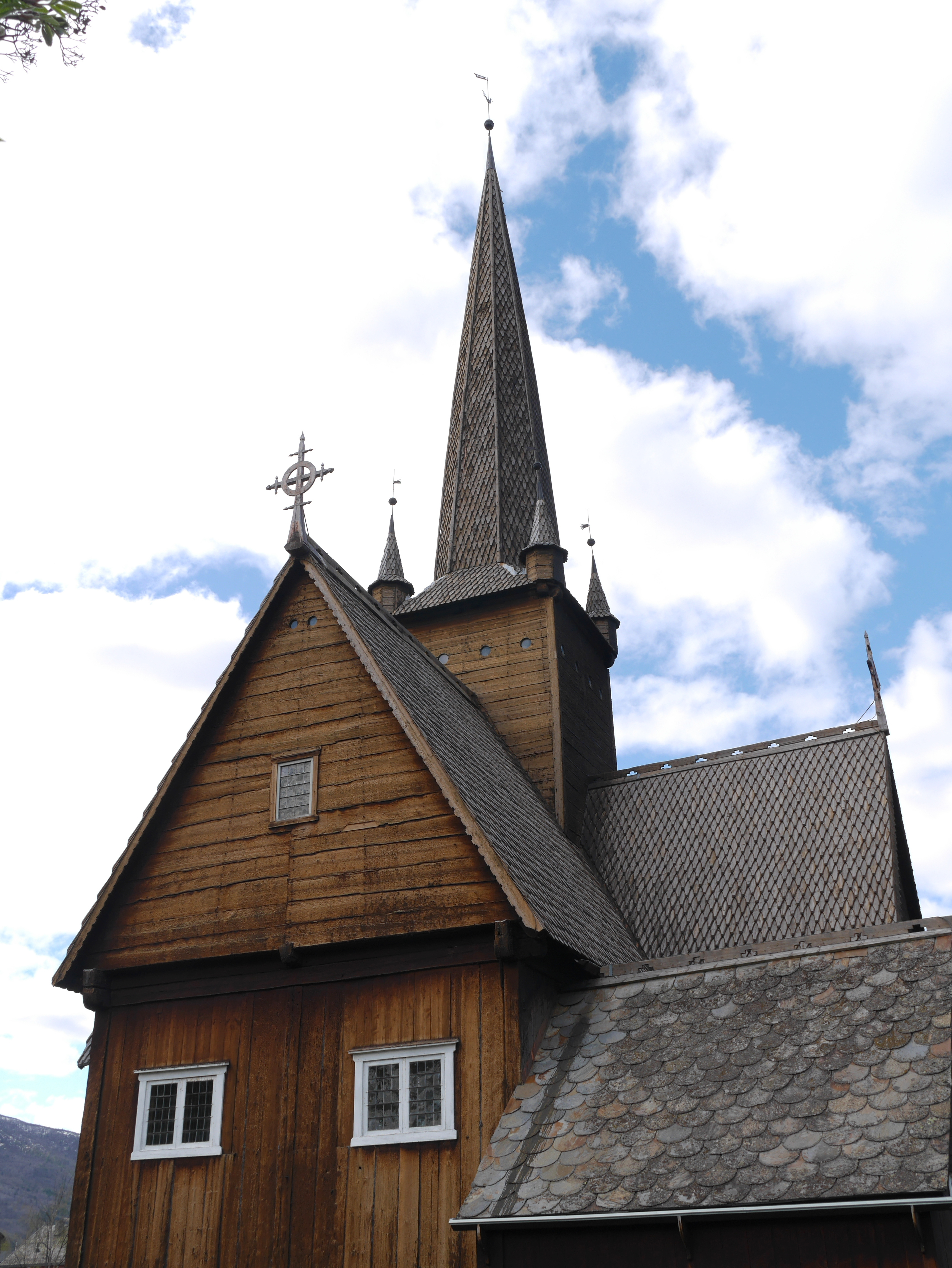
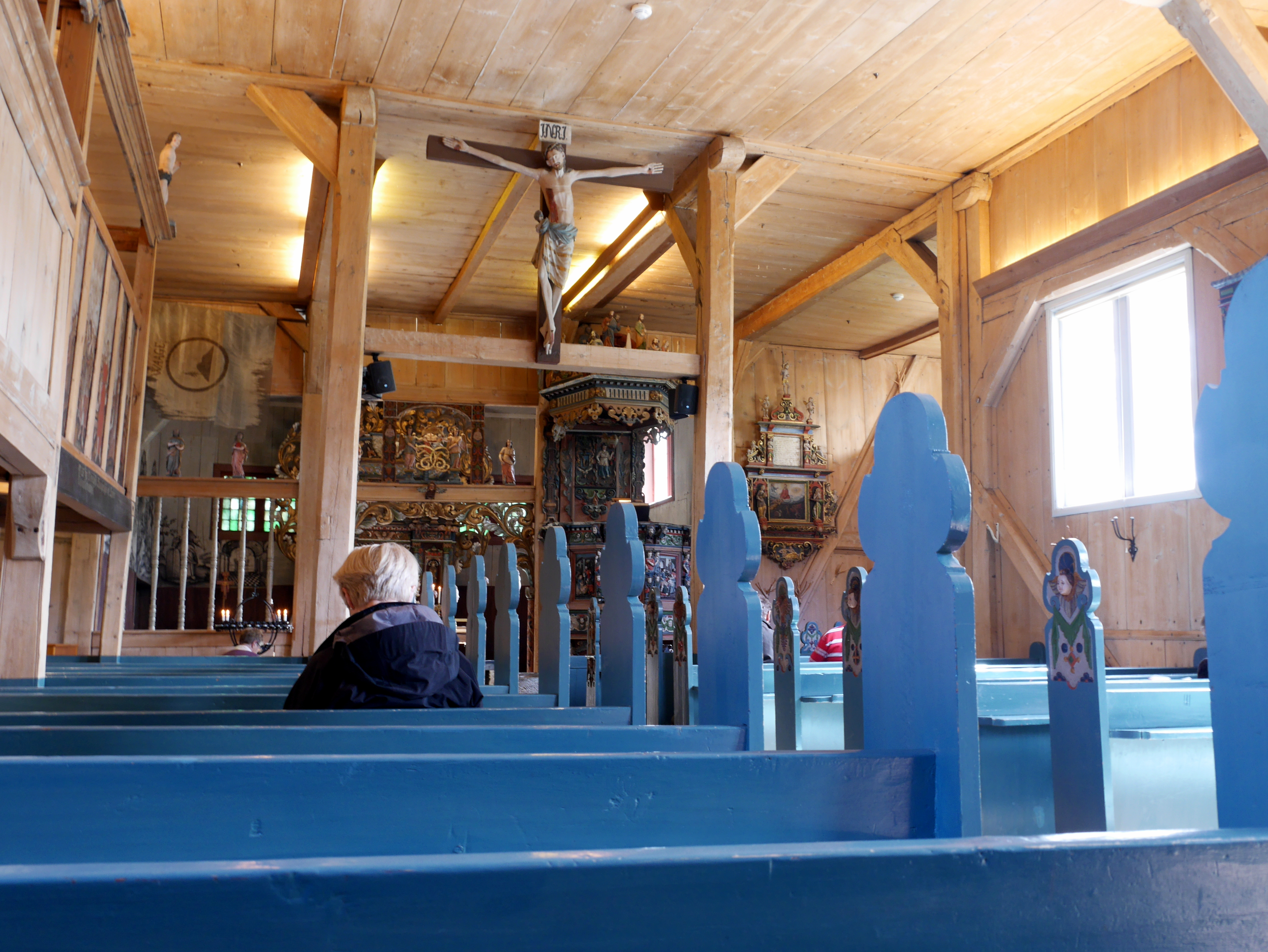
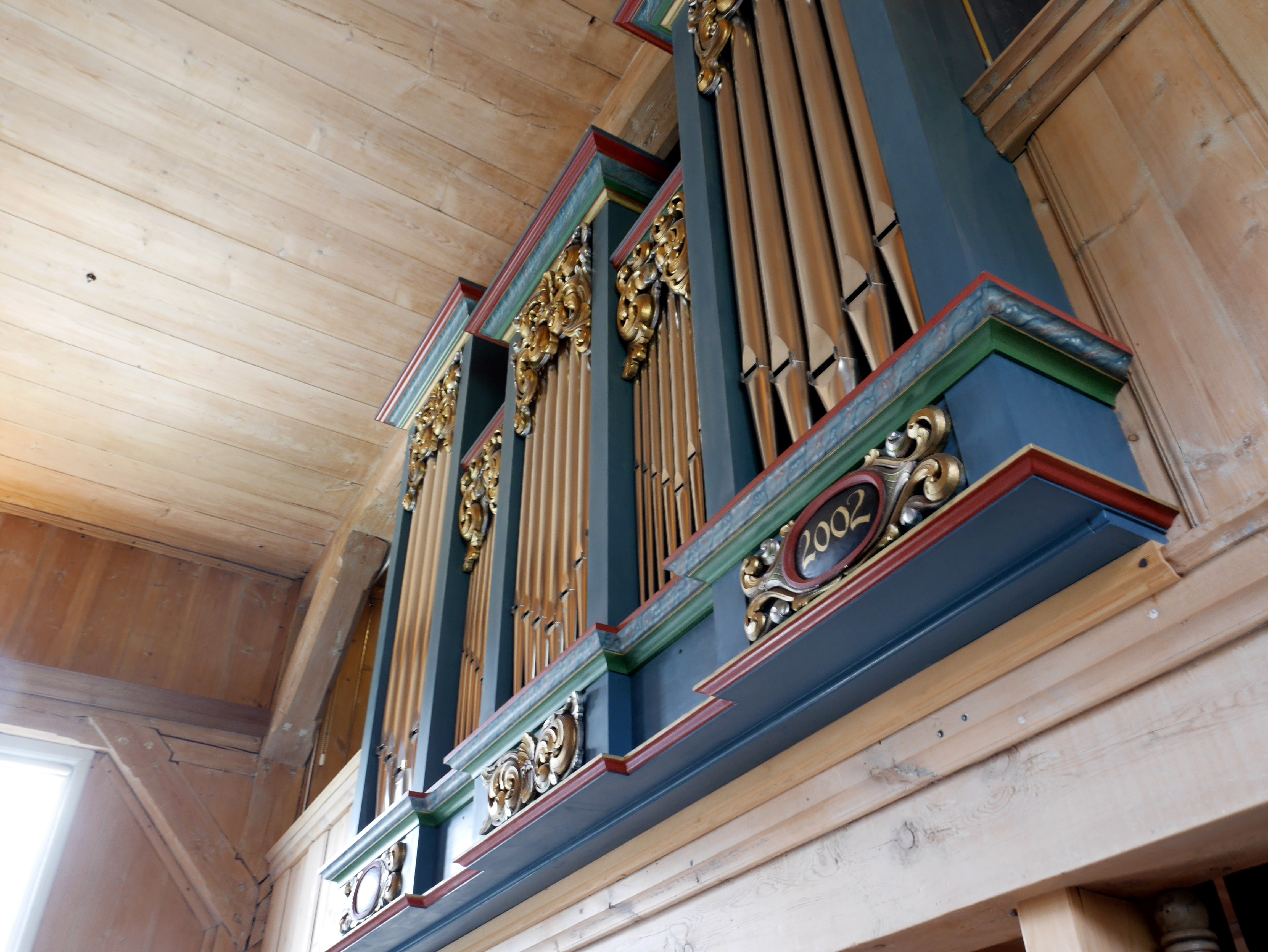